# Fokker E.III
Il Fokker E.III è stata la principale versione prodotta del caccia tedesco Fokker Eindecker impiegato nella prima guerra mondiale. Questo modello fu il primo, agli inizi del 1916, ad essere disponibile in quantità sufficienti da permettere la formazione di speciali reparti da caccia detti Kampfeinsitzer Kommandos o KEK. In precedenza i Fokker erano assegnati singolarmente alle unità, Feldflieger Abteilungen, che effettuavano le ricognizioni. Il primo reparto specializzato nella caccia fu formato il 10 agosto 1916 ed era completamente equipaggiato con gli E.III.

## Storia del progetto
La versione E.III era in pratica un E.II sul quale erano state montate ali più grandi di nuova progettazione. Il motore era sempre l'Oberursel U.I da 100 PS (75 kW) montato sulla precedente versione. La capacità di carburante era salita a 81 litri con conseguente aumento dell'autonomia a 2,5 ore, una in più rispetto all'E.II. L'armamento principale dell'E.III era costituito da una singola mitragliatrice LMG 08/15 "Spandau" calibro 7,92 mm con 500 colpi. Dopo il fallimento della versione E.IV che era armata con due armi anche sull'E.III vennero montate due mitragliatrici.

## Impiego operativo
La Fokker costruì 249 esemplari dell'E.III, 49 dei quali erano degli E.II portati durante le revisioni allo standard superiore. Il velivolo entrò in servizio sul fronte occidentale nel dicembre del 1915. Alcuni esemplari vennero forniti anche alla Marina Imperiale tedesca e all'Austria-Ungheria dove vennero assegnati sia all'Esercito che alla Marina. Anche la Turchia ricevette 22 velivoli basandoli in parte in Palestina, a Beer Sheba, e parte in Mesopotamia, dove presero parte all'assedio di Kut-Al-Amara.

## Utilizzatori
Austria-Ungheria
- k.u.k. Luftfahrtruppen
- k.u.k. Kriegsmarine

 Germania
- Luftstreitkräfte
- Kaiserliche Marine

 Impero ottomano
- Osmanlı tayyare bölükleri

operò con 22 esemplari.